# Çäkçäk

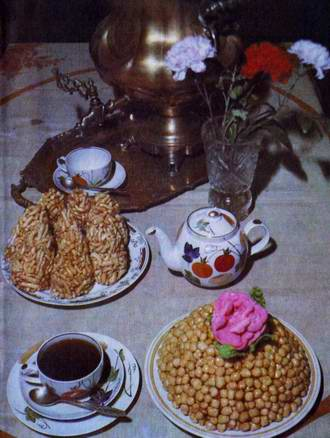
Çäkçäk.

Çäkçäk [pronunciado [ɕækɕæk]; Jaŋalif: Cəkcək; Tatar cirílico: Чәкчәк ou чәк-чәк (çäk-çäk); em tajique:  чақчақ, transl. chaqchaq (chaqchaq); em quirguiz:  чак-чак; em russo:  чак-чак (chak-chak); em basquir:  сәк-сәк (säk-säk); em cazaque:  шек-шек (shek-shek)], freqüentemente referido como chak-chak, é um prato típico da Ásia Central. É particularmente popular no Cazaquistão, Quirguistão, Tajiquistão, Uzbequistão e em partes da Rússia, como o Tartaristão e Bascortostão.
O çäkçäk é feito do corte de massa sem fermento em bolas do tamanho de avelãs, que são, em seguida, fritas em óleo. Opcionalmente, avelãs ou frutos secos são adicionados à mistura. As bolas fritas são empilhadas em um monte em um molde especial e encharcadas com mel quente. Após o arrefecimento e endurecimento, o çäkçäk pode ser opcionalmente decorado com avelãs e frutas secas. Costuma ser servido com café ou chá, variando de região para região. Possui uma resistência considerável, podendo ser consumido em até 90 dias após o seu preparo. Em partes da Ásia central, como Tajiquistão ou Quirguistão, serve-se o çäkçäk cortado em pedaços, mas na Rússia e Cazaquistão costuma-se consumi-lo inteiramente. O çäkçäk não é recomendado para pessoas que sofrem de diabetes, que têm alergias a mel ou anorexia. Além disso, pessoas com intolerância aos componentes do produto, principalmente a massa, são advertidas a não consumi-lo.
O çäkçäk servido em casamentos tradicionais é de tamanho maior e é frequentemente coberto com doces e drageias. O maior çäkçäk havia sido preparado em 29 de agosto de 2005, durante o Kazan Millennium Celebration. O çäkçäk recordista cobria uma área de 13 266 m², preparado em honra do 1 000.º aniversário de Cazã. No entanto, esse recorde foi superado em fevereiro de 2016, quando um çäkçäk foi preparado no Bascortostão, pesando 1 143,5 kg, quebrando o recorde anterior estabelecido em Cazã. Em junho de 2014, çäkçäk da mesma massa havia sido preparado durante a celebração do principal Sabantuy em Tomsk, Rússia.

## Tipos
- Se a massa é frita como macarrão, o çäkçäk é chamado de Boxara käläwäse (Бохара кәләвәсе, [bɔxɑrɑ kælæwæse], ou seja, Bukharan Kalawa).[7]